# Andrzej Cichończyk
 Andrzej Cichończyk  (zm. 1 grudnia 1621 w Jarosławiu) – księgarz

## Życiorys
Pod koniec XVI wieku założył w Jarosławiu, firmę księgarską „Officinae Librariae" czynną do 1621 roku. Sprowadzał książki z Krakowa, współpracował z lubelską księgarnią Zacheuszowej Kesnerowej i z drukarnią Andrzeja Piotrkowczyka.